# Bernardino de Figueroa
Bernardino de Figueroa Osorio (Granada, 1500 a 1510 - Bríndisi, noviembre de 1586) fue un compositor, maestro de capilla y arzobispo español.

## Vida
Bernardino de Figueroa, aunque se sabe que era natural de la ciudad de Granada, hijo de Bernardino de Figueroa y Juana Briones, vecinos de la colación de Santa María. Tuvo un hermano, Francisco, que fue canónigo en la Colegiata del Salvador de Granada. Su fecha de nacimiento se puede deducir de una carta que escribió hacia 1549 para Juan Bermudo, donde confiesa que llevaba 30 años de músico profesional. Si se cuentan —exagerando un poco— los aproximadamente siete años como mozo del coro, da una fecha de nacimiento hacia 1510. En ese caso, su nombramiento como maestro de capilla sería con 16 años, lo que parece algo temprano, por lo que quizás habría que adelantar la fecha algunos años.

### Maestro de capilla de la Capilla Real de Granada
La estancia de Figueroa como maestro de capilla en la Capilla Real de Granada resulta un tanto confusa. En 1525, en una visita a la Capilla Real, Figueroa aparece como «capellán cantor» (amovible), que conoce al personal de la capilla «de un año a esta parte». Por lo tanto, se deduce que ingresó en la capilla en 1524.  Existe un segundo documento, un memorial dirigido a la Cámara de Castilla, de 1541 en el que dice «que ha servido y sirve en la dicha capilla en dicho oficio de maestro [de capilla] della 20 años», lo que da la fecha de 1521 como la de ingreso y nombramiento de maestro.
En cualquier caso fue el primer maestro de capilla de la institución y viene documentado el 28 de marzo de 1551 que «fue nombrado por el Cabildo de la capilla en ausencia, porque había sido antes maestro de capilla veinte y cinco años». Es decir, parece que entró a servir en el magisterio en 1526 sin nombramiento, que se realizó después, en 1551. La institución tenía cinco capellanías perpetuas para cada uno de los registros vocales y para el organista, pero no para el maestro de capilla. Esta sexta capellanía perpetua sería instituida hasta 1550, tras el fallecimiento del capellán real Pedro López de Salvatierra. Se convocaron unas oposiciones, a las que concurrió por poderes solamente Bernardino Figueroa, «que al presente está en Nápoles, el cual ha servido de maestro en esta Real Capilla muchos años por donde nos costa ser hábil y suficiente para el dicho cargo y capellanía y por esto y por haber dispensado Vuestra Majestad en su ausencia por esta vez, dejando en su fuerza y vigor lo que Vuestra Majestad aquí tiene ordenado acerca desto [...]».
En 1549 le fue concedida una canonjía en la Catedral de Granada que había quedado vacante por la renuncia de Juan de Resa, capellán y cantor tiple del príncipe Felipe. Figueroa también tuvo otros cargos eclesiásticos anteriormente: en 1531 se le concedió un beneficio en la Iglesia de Pulianas de Granada, que servía en la Iglesia de San Matías de la misma ciudad. En 1541 se le concedía un beneficio en esta última iglesia, con un salario adicional de 12 000 maravedís, que ejerció hasta por lo menos de 1552. En 1548 se le concedió una capellanía fundada por Juan de Valladolid en la Catedral. Pedro Hernández había solicitado al Rey renunciar a la capellanía perpetua y su traslado a Figueroa «ques persona hábil y suficiente para la servir». No sería hasta 1550 cuando se haga efectiva una sexta capellanía perpetua para el maestro de capilla, tras el fallecimiento del capellán real Pedro López de Salvatierra.
La estancia de Figueroa en le magisterio de la Capilla Real de Granada fue documentado también por fray Juan Bermudo, que lo califica en su Declaración de instrumentos musicales (1549) de compositor excelente y prolífico, a la altura de Cristóbal de Morales. Figueroa había escrito dos cartas recomendando el libro de Bermudo, una al rey de Portugal, y otra a fray Gómez de Llanos, ministro provincial de Andalucía de los frailes menores de la observancia.

### Arzobispo de Nazaret
Los textos de la Capilla Real de Granada indican que «[d]ejó la prebenda por promoción que hizo para ser arzobispo de Nazaret, en Italia, el año de mil y quinientos y cincuenta y siete». Siguió cobrando su salario en el magisterio hasta el segundo tercio de 1556 y se mantuvo en la prebenda hasta 1557. Por una carta del jesuita Bartolomé de Bustamante dirigida a Ignacio de Loyola del 30 de marzo de 1556 se sabe que, «[c]on el señor Bernardino de Figueroa, electo arzobispo de Nazaret, que partió de esta ciudad para esa corte en 6 del presente [marzo de 1556], escribí a V. P. y envié una cédula de quinientos ducados que aquí buscamos como se pudo.»
Se trata del único caso conocido en el que un compositor, que tuviese la músico como ocupación principal, fuese nombrado posteriormente arzobispo. España sagrada da como fecha de elección del arzobispo de Nazaret el 1 de marzo de 1552, pero Catholic Hierarchy sitúa el nombramiento un año más tarde, el 1 de marzo de 1553. Como se ha visto, en 1551 estaba en Nápoles y es posible que en agosto de 1556 todavía estuviese en Roma. Posteriormente se dirigió a Barletta, en el reino de Nápoles, sede de su diócesis, donde los arzobispos de Nazaret se había refugiado tras la ocupación de Jerusalén de Saladino.
Bernardino de Figueroa fue fundamental en la construcción de la nueva Catedral de Santa María de Nazaret, de la que no solo fue el impulsor, sino que contribuyó con sus propios recursos. Fue el encargado de la consagración el 4 de noviembre de 1571, poco después de la victoria en Lepanto, días antes de ser nombrado arzobispo de Brindisi.

Bernardinus Figueora [sic] Archiepiscopus Naza-

renus hanc Ecclessiam aedificare fecit à

fundamentis ad gloriam Dei et Glo-

riosissimae Mariae anno Domini

MDLXXII
Bernardino Figueroa arzobispo de Naza-

ret hizo edificar esta iglesia

a mayor gloria de Dios y la Gorio-

sísima María año de nuestro Señor

1572
Placa colocada en la Catedral de Santa María de Nazaret un año después de su consagración

### Arzobispo de Brindisi
El 26 de noviembre de 1571 fue nombrado arzobispo de Brindisi, una de las archidiócesis de patronazgo real en el reino de Nápoles. Sería el mismo Felipe II quien presentase al candidato para el cargo. Como se ve, el cargo no solo era religioso, sino que formaba parte de una red de personas de máxima confianza que promocionaban la cultura y la devoción preferida por la monarquía.
En 1572 Figueroa fundaba el convento de Santa Clara, pagando por la construcción. Otras actuaciones durante su obispado fueron «la donación en 1578 a los mínimos de San Francisco de Paula del convento que habían abandonado los padres capuchinos; la ampliación del coro de la catedral, trasladándolo detrás de la tribuna del altar mayor; la incorporación al campanario de una cuarta campana», etc.
El último dato que se tiene de Figueroa antes de su fallecimiento en noviembre de 1586 fue una visita pastoral a la catedral de Brindisi el 3 de abril de 1585. Fue el último arzobispo de la archidiócesis de Brindisi-Oria, que posteriormente sería separada.

## Obra
Los únicos escritos conservados de Bernardo de Figueroa son las dos cartas mencionadas más arriba, que fueron impresas por Juan Bermudo.
Juan Bermudo recomienda que la música de Figueroa se toque su música junto con la de los grandes compositores de la época, lo que da una idea de la calidad: «La música que habéis de poner [en el monacordio]… después poned música de Josquin, de Adriano, de Jachet mantuano, del maestro Figueroa, de Morales, de Gombert y de algunos otros semejantes.» Al parecer solo se conserva una obra de Figueroa, que durante mucho tiempo estuvo mal atribuida. Se trata de un responso Memento mei Deus conservado al final del Libro de Polifonía n.º 11 con la indicación «Responsorium pro defunctis, del arzobispo don Bernardino». Se trata de un responsorio de difuntos homofónico, muy sencillo y breve, que no permite evaluar la calidad del maestro como compositor.